# Tetramesa aequalis
Tetramesa aequalis is een vliesvleugelig insect uit de familie Eurytomidae. De wetenschappelijke naam is voor het eerst geldig gepubliceerd in 1871 door Walker.